# Església dels Josepets de Gràcia
L'església de la Verge de Gràcia i Sant Josep, coneguda popularment com els Josepets de Gràcia, està situada a la plaça de Lesseps i l'avinguda de la República Argentina de Barcelona, i està catalogada com bé cultural d'interès local. Va ser construïda entre el 1658 i el 1687 i projectada per fra Josep de la Concepció. Actualment, és l'únic edifici conservat de l'antic convent dels carmelites descalços de Santa Maria de Gràcia.

## Història
El 1625, Josep Dalmau, que havia estat conseller de Barcelona i benefactor l'any 1586 del primer monestir des carmelites descalços, va fer una donació per a fundar un nou convent sota l'advocació de Sant Josep i de Nostra Senyora de Gràcia. En un principi es va considerar la possibilitat d'habilitar una torre que Josep Dalmau tenia a Sarrià, però davant la complexitat i impediments de l'operació, finalment va adquirir a començaments del 1626 la finca anomenada Torre Guinardó, propietat de Marianna Mitjà i a tocar de la riera de Vallcarca, a la parròquia de Sant Vicenç de Sarrià, prop del camí que anava de Barcelona a Sant Cugat del Vallès.
La construcció del convent de Santa Maria de Gràcia fou confiada a fra Josep de la Concepció «el Tracista», arquitecte de l'orde que havia construït també els temples de Mataró, Vilanova i la Selva del Camp. Les obres començaren el 1628 i el 1630, el convent, que acollia frares novici, ja estava prou avançat. Des dels seus inicis, s'habilità una petita capella per a ús de la comunitat i el 1658 col·locaren la primera pedra del nou temple, el qual va quedar enllestit l'any 1687. Tal com recullen algunes fonts, un cop acabada la construcció de l'església, començaren les discrepàncies sobre qui tenia la potestat de fer la seva benedicció. Per una banda hi havia el rector de la parròquia de Sant Gervasi, que argumentant que com el nou temple es trobava en el seu territori volia ser ell el que tutelés la cerimònia de trasllat del Santíssim des de l'antiga capella del convent fins a la nova església. D'altra banda, estava la comunitat carmelitana, que defugia de les exigències del rector, fent valdre els privilegis de l'ordre que el permetia fer la seva consagració. Davant d'aquesta intransigència, emparada fins i tot pel bisbat, els carmelites decidiren fer ús dels seus privilegis i feren la inauguració l'església el 3 d'abril de 1687, tres dies abans de la data assenyalada, sense convidar les autoritats civils ni parroquials. Dues hores després d'aquest acte, arribava al convent un escrit del bisbat prohibint la seva benedicció abans d'hora. Com a resposta, la comunitat va remetre al bisbe una còpia de l'acte notarial de la seva benedicció.
El convent acabaria donant nom a la vila que hi va néixer al voltant; de fet, inicialment van anar sorgint-hi una sèrie de masies, la més important de les quals era Ca n'Alegre (1688). El 1705 hi seria enterrat el príncep Jordi de Darmstadt, virrei de Catalunya del 1698 al 1701 i mort en combat durant la batalla de Montjuïc. Durant el setge de 1713-1714, fou assaltat pel Duc de Pòpuli per a col·locar-hi una bateria, destruïda pels defensors de la ciutat.
El 1808, amb l'esclat de la Guerra del Francès, els monjos es veieren obligats a abandonar el convent fins al 1814. El 1819, fou sebollit a la cripta Rafael d'Amat i de Cortada, baró de Maldà, conegut aristòcrata i escriptor. Com a conseqüència dels intents de supressió durant el Trienni Liberal (1820-1823), els frares es traslladaren a Barcelona. Finalment, arran de la desamortització de Mendizábal (1836), el monestir fou subhastat el 3 de gener de 1837 i adjudicat a Llorenç Amigó, que el faria enderrocar, conservant-ne únicament l'església. Aquesta restà mig abandonada durant molts anys, i només hi celebraven culte esporàdicament alguns vicaris de la parròquia de Santa Maria de Jesús de Gràcia i un grup d'ex-carmelites. El 5 de maig de 1848, la Junta parroquial de Nostra Senyora de Gràcia, i el rector de la mateixa recolzaren i adreçaren el 18 de novembre una petició al ministre de Gràcia i Justícia, sol·licitant la titularitat de parròquia per la vella església dels Josepets.

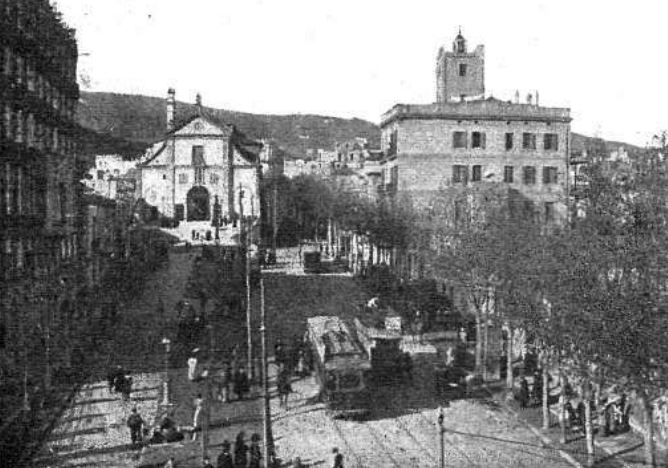
Any 1909

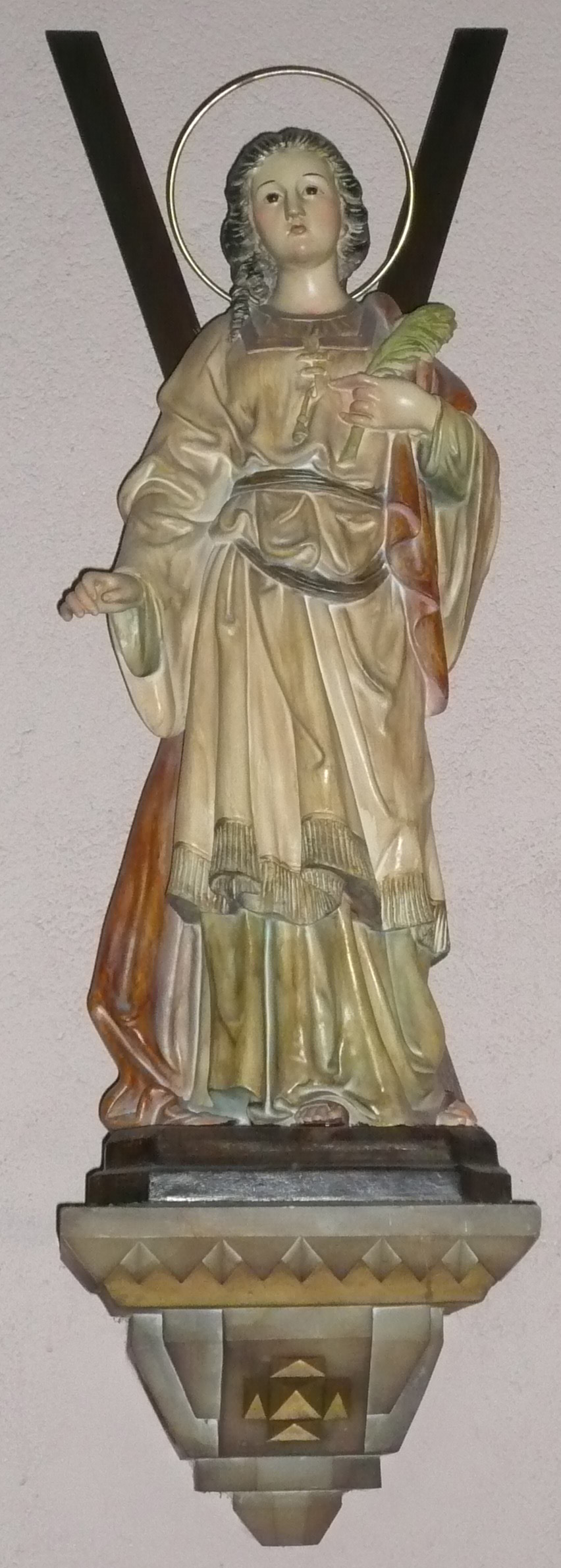
Estàtua de santa Eulàlia

Finalment, el 20 de juliol del 1868, la reina Isabel II nomenà Pere Jaume Carreny com a rector de la nova parròquia de la Verge de Gràcia i Sant Josep. Els seus primers passos s'encaminaren a arranjar el temple, netejant-lo, restaurant-lo i envoltant-se d'un grup de prohoms que l'ajudaren a reconstruir-lo. Pel que fa al culte, ben aviat es constituïren diferents confraries a associacions com: la confraria de Sant Isidre o les Filles de Maria Immaculada i de Santa Teresa, entre altres que dinamitzaren la nova parròquia, que a finals del segle xix estava totalment consolidada.
El 1899, any en què la plaça de l'església prengué el nom de Lesseps, hi arribà el tramvia elèctric. El 1906, els rectors de Sant Josep de Gràcia i de Sants Gervasi i Protasi i Nostra Senyora de la Bonanova van haver de recórrer al bisbat per marcar els límits d'ambdues parròquies. El 1909, durant la Setmana Tràgica, l'església dels Josepets es va salvar, en suposar els avalotats que aquesta estava defensada. En canvi, el juliol del 1936, fou incendiada, ensorrant-se la cúpula i la nau central. Restablert el culte en un magatzem del carrer d'Homer el 1939, les obres de recuperació de l'església acabaren el 1961.
El 1910, l'obertura de l'avinguda de la República Argentina va suposar la destrucció de l'antic cementiri soterrat, anomenat «les catacombes»  i decorat amb esquelets encastats. Als anys 1970, l'obertura de la Ronda del General Mitre i la reordenació consegüent de la plaça de Lesseps fragmentaren definitivament el barri i l'entorn urbanístic del temple.
L'any 1998 se'n va restaurar l'exterior amb la seva fesomia actual.

## Descripció
La seva disposició actual a sobre d'una mena de basament esglaonat fa d'aquest edifici un dels més emblemàtics i representatius de la zona. És un temple de nau única, amb volta de canó amb llunetes, nàrtex sota el cor i cúpula al transepte. Entre els contraforts hi ha situades les capelles laterals, intercomunicades entre elles i cobertes amb cúpules dotades de lluerna.
La façana de la plaça de Lesseps té una composició tripartida, emmarcada per contraforts i amb frontó central, on hi ha un rellotge. La planta baixa disposa actualment de cinc portes de dissemblant mida. Les de major alçària es disposen als trams laterals i central, tot quedant aquesta darrera emmarcada per les dues obertures més petites. Les portes laterals són obra d'una reforma posterior.
Sobre de la portalada central es disposen dos escuts que flanquegen la fornícula central on hi ha una escultura feta en pedra. A sobre i delimitada per una cornisa de pedra, s'obre una finestra que com les rosasses medievals, dona il·luminació a la nau del temple.
Actualment, el parament de la façana es troba revestit per una capa d'arrebossat pictòric de color ocre clar que imita carreus ben escairats, de tal forma que només es conserva vist la pedra emprada en les obertures, els contraforts i els cornisaments.